# Tom Clancy's Splinter Cell: Conviction
Tom Clancy's Splinter Cell: Conviction là phiên bản thứ năm của dòng trò chơi Splinter Cell, được phát hành vào tháng 4 năm 2010. Trò chơi được phát triển bởi Ubisoft Montreal, nhà phát triển của Tom Clancy's Splinter Cell, Splinter Cell: Chaos Theory và các phiên bản thế hệ thứ sáu của Splinter Cell: Double Agent. Những người đã tham gia sản xuất Tom Clancy's Rainbow Six: Vegas, như đạo diễn sáng tạo Maxime Béland, cũng tham gia vào phần này. Gameloft phát hành một phiên bản cầm tay của trò chơi cho iOS của Apple vào ngày 27 tháng 5 năm 2010.

## Cách chơi

Tính năng Mark and Execute đang được sử dụng. Lúc này, Sam Fisher đang bắn hai tên trộm trong cảnh tái hiện đầu trò chơi.

Splinter Cell: Conviction giới thiệu cho người chơi nhiều tính năng mới trong trò chơi, gồm có "Mark & Execute" (tạm dịch: Đánh dấu & Khử), cho phép người chơi đánh dấu chọn những đối tượng (như kẻ địch hay đồ vật) và bắn chúng khi người chơi yêu cầu. Người chơi có thể Mark & Execute theo một thứ tự đặc biệt để có được lợi thế, ví dụ, người chơi có thể làm xao nhãng một tên bảo vệ bằng cách bắn vỡ bóng đèn trong tầm nhìn của anh ta, và lợi dụng tình thế đó để bắn một tên khác (nếu bắn một tên mà tên còn lại nhìn thấy thì nhiệm vụ sẽ thất bại). Một tính năng mới khác là "Last Known Position" (tạm dịch: Vị trí cuối cùng nhìn thấy), xảy ra khi người chơi cắt đứt tầm nhìn với một kẻ địch đang truy đuổi. Tính năng này sẽ tạo ra một cái bóng màu trắng tại nơi kẻ địch nhìn thấy Sam lần cuối, tạo cơ hội để người chơi áp sườn đối thủ khi chúng đến gần cái bóng để xem xét.
Một tính năng mới của trò chơi cho phép người chơi khả năng tra hỏi đối thủ trong thời gian thực bằng cách dùng những vật dụng xung quanh để đánh vào người. Các tính năng khác gồm có nhập vào đám đông để không bị chú ý, những công cụ trợ giúp, và tương tác với môi trường, đã được thông báo, theo lời đạo diễn sáng tạo Maxime Béland là trò chơi đã có nhiều "sự khơi nguồn từ Bourne Identity", nhưng đã bị gạt bỏ vì đội phát triển cho rằng đi theo hướng này có thể khiến trò chơi gặp nhiều rủi ro. Môi trường xung quanh được tận dụng để nêu mục tiêu màn chơi, ví dụ như các thông tin ngắn về nhiệm vụ của người chơi sẽ được in lên tường để người chơi không phải ngắt các đoạn hội thoại.
Một trong các mục tiêu của Ubisoft cho Conviction là làm trò chơi dễ dàng tiếp cận hơn. Theo Béland, phiên bản Chaos Theory quá "cứng", khiến nhiều game thủ nản chí và làm họ không còn hứng thú với trò chơi khi nhập vai Sam Fisher nữa. Beland đối chiếu với những dòng trò chơi trước đó mà ông đã làm, với nhân vật James Bond hay Jason Bourne, họ "chạy nhanh, không ồn ào, giết một, hai, ba hay bốn người một cách cực kỳ nhanh lẹ" và dẫn rằng Conviction sẽ nhấn mạnh tối đa vào các pha hành động.

### Chơi nhiều người
Phần chơi nhiều người trong Splinter Cell: Conviction gồm có các chế độ màn hình đôi, liên hệ thống (Xbox 360), và chơi đồng đội trên mạng, có thên chế độ Deniable Ops. Chế độ Deniable Ops được chia thành bốn chế độ nhiều người chơi nhỏ hơn, trong đó người chơi sẽ đánh với AI trong Hunter, Infiltration, Last Stand và Face-Off. Face-Off là màn chơi nhiều người thật sự của trò chơi, nó cho phép người chơi giết các gián điệp của đối phương. Hunter, Infiltration, và Last Stand cũng là các màn chơi đơn và không cần lúc nào cũng phải có một người khác chơi cùng. Trò chơi không có phần "Spies Vs Mercenaries" đã bị phê bình nhiều như trong các phiên bản trước đó của nó.
Theo đạo diễn phần chơi đồng đội, Patrick Redding, yếu tố bí mật trong Conviction được thiết kế trong khuôn khổ các yếu tố như "Mark & Execute" và "Last Known Position".

## Nội dung trò chơi

### Phần Prologue (chơi đồng đội)

Chế độ hai màn hình trong nhiệm vụ đồng đội. Archer (trái) và Kestrel hạ kẻ địch bằng yếu tố bất ngờ.

Mười ngày trước khi bắt giữ Sam Fisher, đặc vụ Archer của Third Echelon và Kestrel của Voron được đưa đến Nevsky Prospekt ở Saint Petersburg, Nga để ngăn chặn các phần tử bạo động thuộc quân đội Nga tuồn các vũ khí tối tân của quân đội ra bán ở chợ đen. Cơ quan tình báo của Andriy Kobin đã chỉ ra cho hai điệp vụ rằng tên buôn ma túy và bán người Valentin Lesovsky là người môi giới cho vụ trao đổi này. Archer và Kestrel đã giết chết Lesovsky và người đồng phạm, Boris Sychev, và lấy được danh sách liên lạc của Lesovsky.
Sau đó, Archer và Kestrel được đưa đến đại sứ quán Nga ở Baku, Azerbaijan để thu thập thông tin về giao kèo buôn bán vũ khí bởi nguyên đại tá GRU Nga Leonid Bhykov. Archer và Kestrel quan sát cuộc trao đổi và biết rằng Bhykov đã phản bội Tagizade và yêu cầu người của hắn khử Tagizade. Archer và Kestrel ngăn chặn vụ nổ các thùng vũ khí, biết rằng các vũ khí mà Bhykov đang định bán là các tên lửa Block II JDAM. Archer và Kestrel đi đến gặp và tra khảo Bhykov. Nhờ đó, hai đặc vụ mới biết rằng Bhykov đang làm việc với Thiếu tướng Kerzakov, và Kerzakov đang ở khu phức hợp Yastreb, một pháo đài dưới lòng đất bên dưới Quảng trường Đỏ.
Archer và Kestrel đột nhập vào khu phức hợp để ngăn chặn cuộc buôn bán các tên lửa JDAM cho người Iran và biết được vị trí của các vũ khí tối tân (mà hai đặc vụ xác định là tên lửa EMP). Họ vô hiệu hóa các tên lửa JDAM bằng công cụ EMP cầm tay và tải các dữ liệu từ nhiều máy chủ để lần theo dấu vết các thiết bị EMP đến Mozdok Proving Grounds, và giết Kerzakov.
Bí mật lên một chiếc xe tải chở hàng, Archer và Kestrel đột nhập vào Mozdok Proving Grounds ở North Ossetia. Cùng với Kobin, họ tìm cách thu hồi các thiết bị EMP. Tuy nhiên, trong khi đang thu hồi các thiết bị bằng máy bi vận chuyển, Tom Reed liên lạc với Archer qua tai nghe và yêu cầu anh này giết Kestrel. Kestrel đã biết được yêu cầu này nhờ đọc thiết bị OPSAT của Archer, buộc anh phải luôn trong tình trạng cảnh giác. Chỉ Archer hoặc Kestrel thoát được, và Kobin đã khử luôn người sống sót trong đoạn cắt cảnh sau đó. Thi thể của Archer và Kestrel có thể được tìm thấy trong các bao tải dưới chùm đèn treo trong đại sảnh thứ nhất của nhiệm vụ 'Kobin's mansion' thuộc phần chơi đơn.

### Phần chơi đơn
Ba năm sau các sự kiện của Splinter Cell: Double Agent, thành viên Biệt kích Hải quân SEAL Victor Coste bị giữ trong một phòng tra khảo và bị tra hỏi bởi một nhóm người chưa xác định. Victor bắt đầu tái hiện những sự kiện của Splinter Cell: Conviction trong thì quá khứ. Điều này tiếp tục xuyên suốt trò chơi, với mỗi màn chơi đều được dẫn bằng thì quá khứ, như là người chơi đang "trải nghiệm lại" những gì đã xảy ra.
Sam Fisher được xác định và liên lạc từ xa bởi đồng nghiệp Third Echelon Anna "Grim" Grímsdóttir tại một khu chợ ở Valletta, Malta. Sam được cảnh báo rằng một nhóm truy sát đã xác định được vị trí của ông. Sam giết họ và tra khảo kẻ cầm đầu, Dmitri Gramkos, biết rằng kẻ buôn lậu ma túy Andriy Kobin có trách nhiệm trong cái chết của con gái Sam, Sarah. Sam biết rằng Kobin đang có mặt trong dinh thự của hắn, vốn là một nhà bảo tàng được tái dụng. Sam đột nhập vào dinh thự và sau một cuộc đấu với Kobin và những vệ sĩ của hắn, Sam tra khảo Kobin để hỏi chuyện vì đã xảy ra cho con gái ông. Kobin nói rằng có một âm mưu lớn hơn Sam nghĩ. Sau đó, Sam bị bắt bởi các đặc vụ Third Echelon.
Khi tỉnh dậy, Sam đang ở Price Airfield ở Virginia, tại đây ông bị tra vấn bởi Grim với sự hỗ trợ của một PMC gọi là Black Arrow. Khi chỉ còn hai người và một bảo vệ, Grim giết gã bảo vệ và nói rằng cô đang làm việc với Tổng thống Patricia Caldwell và là một gián điệp được gài vào Third Echelon, và cô đang cần sự giúp đỡ của Sam để điều tra mối quan hệ giữa giám đống Third Echelon Tom Reed với PMC. Sam từ chối giúp đỡ Grim, nhưng đã nghĩ lại khi được cho biết rằng Sarah vẫn còn sống, và Grim có thể chứng minh điều này cho Sam nếu ông tham gia cuộc điều tra này. Grim đưa vũ khí cho Sam để ông có thể thoát khỏi phi trường và vào xe của cô. Lúc này, Sam gọi cho đồng đội cũ của mình, Victor nhờ trợ giúp trong cuộc điều tra. Sam gặp Victor tại một hội ở Đài tưởng niệm Washington ở Washington D.C., nhận được vài món vũ khí, và biết rằng White Box Technologies, một công ty R&D (research and development - nghiên cứu và phát triển) đặc biệt về EMP, đã thuê Black Arrow để hợp tác bảo mật, việc này được cho rằng đáng nghi vấn vì Black Arrow không cung cấp những dịch vụ như vậy.
Sam đến White Box Technologies và chứng kiến nhiều nhà khoa học bị sát hại bởi người của Black Arrow. Fisher cứu được một trong số họ và ông này nói rằng Lucius Galliard đã thuê Black Arrow, và Robertson thuộc Black Arrow đang thu thập và tiêu hủy các dữ liệu thử nghiệm và trả đũa bằng tên lửa EMP. Trên đường đến văn phòng Robertson, Sam nnận được cuộc gọi ngắn từ Grim và cô này đưa cho Sarah, chứng minh rằng cô vẫn còn sống. Sau đó Sam vào văn phòng của Robertson và tải về những dữ liệu cần thiết cho Grim. Sau đó ông kích hoạt một EMP để ngăn chặn sự phát hiện của Black Arrow, bảo đảm vị trí bí mật của Grim, và quả EMP đã giết Robertson.
Sam được đưa tới Lincoln Memorial sau đó, theo yêu cầu của Tổng thống Caldwell và Grim, để điều tra khu vực và ghi âm cuộc nói chuyện giữa Reed và Galliard. Sam tra khảo Galliard sau đó, ông này nói rằng hoạt động này đã được tài trợ và tổ chức bởi một nhóm người không xác định gọi là 'Megiddo', và Tom Reed có vai trò là 'sự giúp đỡ được thuê mướn'. Trước khi ông này nói thêm điều gì khác, ông đã bị bắn bởi một tay súng giấu mặt. Sam đuổi theo tay súng này và khi anh ta chui vào một chiếc xe đợi sẵn, nó phát nổ. Ngay lập tức Sam bị các đặc vụ Third Echelon truy sát cho đến khi được giải thoát bởi Cơ quan Mật vụ.
Sau đó, Sam điều tra trụ sở chính của Third Echelon để thu hồi thiết bị từ một nhân viên Third Echelon tên là Fryman và lấy thông tin từ văn phòng của Reed. Thay vì tìm thấy Reed, Sam gặp lại Kobin. Tra khảo hắn lần nữa, Sam biết rằng Reed đang làm việc với Megiddo để lén đưa công nghệ EMP vào Mỹ, lợi dụng nó để ám sát Caldwell và khiến Phó Tổng thống nắm giữ vị trí này, khi ông ta đã "nằm trong túi của Megiddo." Khi đó Reed sẽ được thăng tiến lên cấp bậc cao hơn và được coi như một anh hùng. Kobin hé lộ rằng ông chưa bao giờ biết gì về Sarah mà chỉ tạo dựng một cái chết giả cho cô, gợi Sam truy vấn Grim vì cô này biết toàn bộ câu chuyện. Sam giáp mặt Grim (qua tương tác video) với các thông tin mà ông biết được, và được chỉ dẫn nghe một đoạn băng thu âm của nguyên Giám đốc Irving Lambert ghi âm trước khi ông này chết tại New York. Lambert đã biết rằng có một gián điệp trong Third Echelon, người này toan tính dùng Sarah để khống chế Sam. Để bảo vệ cả hai, Lambert đã dàn cảnh như Sarah đã chết trong một tai nạn xe hơi, để Sam có thể làm tiếp công việc. Mặc dù vậy Lambert nói rằng ông không hề biết tên gián điệp đó là ai, và rằng tất cả những cố gắng của ông đều đã trở thành vô ích.
Grim yêu cầu Sam - lúc này đang giận điên - hãy dừng một trong ba vụ tấn côg EMP tại Michigan Avenue Reservoir, nói rằng vị trí của Sarah chỉ trong vòng bán kính Michigan Avenue; sau đó Victor tìm thấy được Sarah. Trong lúc đó, Grim hộ tống Reed đến Nhà Trắng để ngăn chặn vụ ám sát xảy ra. Sam trốn thoát khỏi Third Echelon khi Reed kích hoạt giao thức tự hủy, làm cả tòa nhà bị phá hủy. Sau đó, ông đến được vị trí EMP tại khu nhà kho, tra hỏi một sĩ quan Black Arrow bên ngoài khu phức hợp để biết rằng nhà khoa học bị bắt bởi Đại tá Jeremy Prentiss tại White Box trước đó đang bị giam giữ và bị buộc phải giám sát EMP tại đó. Sau khi chứng kiến nhà khoa học bị tra tấn bởi Prentiss, Sam đột nhập căn phòng nơi nhà khoa học bị giam giữ và cứu được ông, sau đó ông này nói với Sam rằng EMP đang được cấp nguồn bởi hai máy phát điện, và nếu một máy bị phá hủy thì máy còn lại sẽ kích hoạt EMP. Khi Sam đến được máy phát điện thứ nhất, ông nhờ Victor giúp sức để hạ cả hai máy, và đánh dấu máy này cho Coste phá hủy. Khi Sam đến chỗ chiếc máy thứ hai để đánh dấu nó cho trực thăng của Victor tiêu hủy, Prentiss xuất hiện với cây súng máy và định giết Sam. Sam tránh làn đạn của Prentiss và đánh dấu chiếc máy phát điện thứ hai. Victor Coste xuất hiện, bắn nát súng của Prentiss, phá hủy cả hai chiếc máy phát điện, và đưa Sam lên máy bay. Sam gặp lại Sarah trong một khoảnh khắc ngắn trước khi hai EMP còn lại được kích hoạt, phá hủy hầu hết các dụng cụ điện trong thành phố và gây ra sự hỗn loạn. Sau cuộc tấn công, trực thăng bị bắn bởi một tên lửa đất đối không. Coste đưa Sarah đến chỗ an toàn, Sam tiếp tục hành trình qua D.C. và đột nhập Nhà Trắng, đối mặt với Black Arrow, đặc vụ Splinter Cell, và các đội lính của Third Echelon. Sau khi xong việc với Phó Tổng thống (người sẽ đảm nhiệm Tổng thống khi Caldwell bị ám sát), Sam nhập nhóm với Grim, người đã bắn vào vai Sam để ông có thể tiến đến gần Reed hơn, và Sam vào vai con tin của Grim.
Vào đến Phòng bầu dục, Reed chuẩn bị giết Sam và Tổng thống. Reed cho biết rằng Caldwell đang có ý định đóng cửa Third Echelon và để Mỹ trở thành một quốc gia tổn thương vì không có các cơ quan tình báo, và nói với Sam rằng mọi sự hi sinh mà Sam và các đặc vụ khác đã bỏ ra giờ không còn cần thiết nữa. Để ngăn chặn điều này, Reed định dựng cảnh rằng Sam đã ám sát tổng thống (và chính Sam cũng sẽ bị giết), như là một bằng chứng cho đất nước rằng Third Echelon vẫn còn cần thiết. Khi Reed đến gần Sam, ông tước vũ khí của Reed và Grim giết đội hộ tống Splinter Cell của Reed. Sam tra hỏi Reed trong khi lính quân đội Hoa Kỳ giải thoát cho Caldwell. Sau đó mọi việc sáng tỏ rằng Reed chính là tên gián điệp mà Lambert không tìm thấy được; và tùy sự lựa chọn của người chơi thì Sam sẽ giết Reed hoặc Grim sẽ làm điều này. Nếu Grim là người giết Reed, cô sẽ nói với Sam rằng ông là người duy nhất cô tin tưởng, nhưng Sam nói ông không còn muốn làm một phần của chuyện này, và ông rời đi.
Câu chuyện sau đó trở về thì hiện tại, với cuộc tra vấn Victor Coste vẫn tiếp tục. Victor nói rằng cuộc nói chuyện cuối cùng giữa ông và Sam xoay quanh sự quan trọng của "luôn quay trở về vì gia đình", và cách mà Sam kết thúc cuộc nói chuyện đó bằng cách nói ông mến Vic "như một người anh em". Và Victor kết thúc câu nói bằng cách "Người anh em. Đó là một gia đình phải không?", một vụ nổ xảy ra và Vic nói, "Tôi nghĩ vậy đó".

## Sản xuất
Thông tin về sự tồn tại của phần tiếp theo Double Agent đã bị rò rỉ trên mạng internet vào ngày 21 tháng 9 năm 2006 qua một Tập tin rar dung lượng 2GB chứa đựng, 75 ảnh ý tưởng về một trò chơi thế hệ mới chưa được công bố trước đó được tải lên máy chủ FTP công cộng của Ubisoft. Những ảnh rò rỉ bao gồm hình Đài Tưởng niệm Washington đang bị quân đội chiếm đóng và những cảnh đường phố của Washington DC.
Conviction được chính thức công bố ngày 23 tháng 5 năm 2007 khi Ubisoft phát hành một trailer cho trò chơi. Nó thể hiện một Sam mới, tóc dài và râu rậm hơn. Sam có khả năng nhập vào đám đông, tương tác với vật dụng như bàn ghế và các đòn đấu tay đôi trước kẻ thù, làm cho trò chơi bớt đi một chút yếu tố bí mật. Ánh sáng và bóng thể hiện trong trò chơi cho thấy một sự cải tiến lớn so với Double Agent. Trò chơi đã được công bố sẽ phát hành ngày 16 tháng 11 năm 2007.
Tuy nhiên, trò chơi đã không được phát hành như dự kiến, và đến ngày 19 tháng 5 năm 2008, tạp chí Xbox World 360 cho biết rằng Splinter Cell: Conviction đã "chính thức tạm ngưng" và đã được "đưa trở lại bản vẽ". Tuy nhiên, Ubisoft không bao giờ khẳng định điều này, họ chỉ thông báo rằng trò chơi đã được đẩy lùi thời bạn đến năm 2009-2010.
Trò chơi tái xuất hiện lại vào E3 2009, với một Sam bề ngoài hoàn toàn mới. Những người sản xuất nói rằng phần Conviction "mới" đã được phát triển từ đầu năm 2008, nói thêm rằng "trò chơi được mở rộng hơn nhiều" và "các chỉ dẫn trực quan đơn giản là đã tốt hơn nhiều".
Lần này, Ubisoft tuyên bố tại E3 rằng trò chơi sẽ được phát hành vào tháng 11 năm 2009, nhưng lại được đẩy lùi đến quý 1 năm 2010. Sau khi công bố ngày phát hành là 23 tháng 2 năm 2010, trò chơi tiếp tục bị hoãn lại cho đến tháng 4 cùng năm. Ngày 4 tháng 2 năm 2010, Ubisoft chính thức công bố ngày phát hành của trò chơi là ngày 13 tháng 4 năm 2010 cho Xbox 360.
Ngày 18 tháng 3 năm 2010, bản chơi thử (demo) đã được phát hành cho Xbox 360. Bản này gồm một cảnh tra khảo và một cảnh chơi trong đó người chơi có thể nắm bắt được toàn bộ các tính năng mới của phiên bản này.

### Âm thanh
Ngày 16 tháng 7 năm 2007, các nhạc sĩ Kaveh Cohen và Michael Nielsen thông báo là sẽ hợp tác với công ty Groove Addicts để phối âm cho Splinter Cell: Conviction, bản phối âm đầu tiên của họ cho một trò chơi điện tử.
Ngày 25 tháng 10 năm 2007, SoundtrackNet đăng một tin tức về quá trình phối âm cho trò chơi, gồm có một bức hình dàn giao hưởng đang thu âm.
Ngày 28 tháng 1 năm 2010, một mẩu tin được đăng tên trang mạng của Amon Tobin, ghi rằng "Amon đã được mời thu âm trong một đoạn nhạc cao trào cho phiên bản tiếp theo của dòng trò chơi Splinter Cell."
Ngày 29 tháng 3 năm 2010, trong một buổi phỏng vấn, Michael Ironside quyết định không quay lại lồng tiếng cho vai Sam Fisher cho đến khi Ubisoft gửi cho ông một bản sao kịch bản trò chơi.

#### Nguyên bản nhạc nền
Ngày 13 tháng 4 năm 2010, Ubisoft Music cùng với các nhạc sĩ Michael Nielson và Kaveh Cohen phát hành album nhạc nền chính thức của trò chơi Splinter Cell: Conviction gồm 16 bài qua iTunes.

##### Danh sách bài hát
| Splinter Cell: Conviction - Original Soundtrack | Splinter Cell: Conviction - Original Soundtrack | Splinter Cell: Conviction - Original Soundtrack |
| STT                                             | Nhan đề                                         | Thời lượng                                      |
| ----------------------------------------------- | ----------------------------------------------- | ----------------------------------------------- |
| 1.                                              | "Conviction (Main Theme)"                       | 2:25                                            |
| 2.                                              | "Abandoned Reservoir"                           | 3:06                                            |
| 3.                                              | "Airfield"                                      | 3:56                                            |
| 4.                                              | "Newspaper Office"                              | 1:55                                            |
| 5.                                              | "Restaurant"                                    | 2:52                                            |
| 6.                                              | "Windowless building"                           | 4:22                                            |
| 7.                                              | "Museum"                                        | 3:05                                            |
| 8.                                              | "The Research Base"                             | 4:00                                            |
| 9.                                              | "Flashback Coste"                               | 4:06                                            |
| 10.                                             | "The Mafia Club"                                | 3:43                                            |
| 11.                                             | "The Embassy"                                   | 4:02                                            |
| 12.                                             | "Theater"                                       | 2:32                                            |
| 13.                                             | "Oil Refinery"                                  | 3:17                                            |
| 14.                                             | "Washington Monument"                           | 3:55                                            |
| 15.                                             | "The Bunker"                                    | 4:11                                            |
| 16.                                             | "Conviction (End Cinematic)"                    | 1:06                                            |

#### Nguyên bản nhạc nền [L.C.E.]
Phiên bản Limited Collector's Edition album nhạc nền của Splinter Cell: Conviction gồm có 16 bài hát thuộc album nhạc nền của trò chơi và một bài đặc biệt được soạn và sản xuất bởi Amon Tobin. Không may là không có một danh sách bài hát nào kèm theo CD hay hộp đóng gói. Tuy nhiên, nagỳ 18 tháng 4 năm 2010, Nielson đăng một danh sách bài hát cho đĩa CD lên Myspace của ông.

##### Danh sách bài hát
| Splinter Cell: Conviction [Limited Collector's Edition] - Original Soundtrack | Splinter Cell: Conviction [Limited Collector's Edition] - Original Soundtrack | Splinter Cell: Conviction [Limited Collector's Edition] - Original Soundtrack |
| STT                                                                           | Nhan đề                                                                       | Thời lượng                                                                    |
| ----------------------------------------------------------------------------- | ----------------------------------------------------------------------------- | ----------------------------------------------------------------------------- |
| 1.                                                                            | "Conviction"                                                                  | 2:28                                                                          |
| 2.                                                                            | "Market"                                                                      | 4:05                                                                          |
| 3.                                                                            | "Museum"                                                                      | 3:08                                                                          |
| 4.                                                                            | "Airfield"                                                                    | 3:59                                                                          |
| 5.                                                                            | "Flashback Coste"                                                             | 4:09                                                                          |
| 6.                                                                            | "Washington Monument"                                                         | 3:58                                                                          |
| 7.                                                                            | "Windowless Building"                                                         | 4:25                                                                          |
| 8.                                                                            | "Lincoln Memorial"                                                            | 2:54                                                                          |
| 9.                                                                            | "Third Echelon"                                                               | 2:37                                                                          |
| 10.                                                                           | "Abandoned Reservoir"                                                         | 3:09                                                                          |
| 11.                                                                           | "Streets and Gardens"                                                         | 2:28                                                                          |
| 12.                                                                           | "Chase Bossfight"                                                             | 3:00                                                                          |
| 13.                                                                           | "Amon †"                                                                      | 3:53                                                                          |
| 14.                                                                           | "The Mafia Club"                                                              | 3:46                                                                          |
| 15.                                                                           | "The Embassy"                                                                 | 4:05                                                                          |
| 16.                                                                           | "The Bunker"                                                                  | 4:14                                                                          |
| 17.                                                                           | "The Research Base"                                                           | 4:03                                                                          |
| 18.                                                                           | "Conviction (End Cinematic)"                                                  | 1:09                                                                          |
| 19.                                                                           | "Newspaper Office ††"                                                         | 1:58                                                                          |
| 20.                                                                           | "Oil Refinery ††"                                                             | 3:20                                                                          |
| 21.                                                                           | "Restaurant ††"                                                               | 2:55                                                                          |
| 22.                                                                           | "Theater ††"                                                                  | 2:35                                                                          |
| 23.                                                                           | "Washington Flyby"                                                            | 3:30                                                                          |
| 24.                                                                           | "White House"                                                                 | 3:04                                                                          |

† Biên soạn và sản xuất bởi Amon Tobin
†† Các bản phối âm được giới thiệu trong "Deniable Ops: Insurgency" DLC

#### Amon Tobin
Những bài sau đây (theo thứ tự phát hành) được phát trên trang mạng của Amon Tobin sử dụng dịch vụ "Bandcamp!":
- White House [4:05]
- Sarah!!! [0:55]
- Corridor Cue [0:55]
- Oval Office [1:47]
- Menu Theme [2:18]
- Coste [2:16]
- Roll Credits (chưa phát hành) [2:52]

Một phiên bản khác của "White House", White House ["Just For Kicks" Alternate Version] [2:25], được tặng dưới dạng mãu thử, cho những người dùng tham gia danh sách gửi thư của Tobin vào thời điểm đó.

#### Âm nhạc có bản quyền khác
Building Steam With A Grain Of Salt của DJ Shadow được phát trong cảnh cuối của nhiệm vụ Third Echelon. Bản không lời xuất hiện trong Splinter Cell: Conviction có sẵn để mua trong phiên bản 2 CD Deluxe Edition của album Endtroducing... do Shadow phát hành năm 1996.